# Stefano Casagranda
Stefano Casagranda (Borgo Valsugana, 23 marzo 1973) è un ex ciclista su strada italiano, professionista dal 1996 al 2004.

## Palmarès
- 1995 (dilettanti)

Trofeo Mario Zanchi
- 1996 (MG Maglificio, una vittoria)

5ª tappa Parigi-Nizza (Millau > Millau)
- 1998 (Riso Scotti-MG Maglificio, una vittoria)

1ª tappa Giro del Trentino (Arco di Trento > Merano)
- 2000 (Alessio, una vittoria)

4ª tappa Vuelta a Castilla y León (Zamora > Zamora)
- 2001 (Alessio, una vittoria)

3ª tappa Post Danmark Rundt (Silkeborg > Odense)
- 2002 (Alessio, una vittoria)

1ª tappa Regio-Tour (Heitersheim > Guebwiller)

### Altri successi
- 1997 (MG Maglificio)

5ª tappa Hofbrau Cup (Enzklösterle > Bad Wildbad, cronosquadre)

## Piazzamenti

### Grandi Giri
- Giro d'Italia

1996: ritirato (20ª tappa)
1997: ritirato (11ª tappa)
1998: fuori tempo massimo (17ª tappa)
2001: 108º
- Tour de France

1998: ritirato (10ª tappa)
2002: ritirato (12ª tappa)
2004: non partito (9ª tappa)
- Vuelta a España

1999: 108º
2000: 116º
2001: 133º
2003: 135º

### Classiche monumento
- Giro delle Fiandre

2003: 92º
2004: 111º
- Parigi-Roubaix

1996: 20º
1998: ritirato
2003: ritirato
2004: 37º